# Abstede
Abstede is een buurt in de wijk Oost in de stad Utrecht. De buurt verbindt zuidelijk Oudwijk met de Sterrenwijk, en is gelegen nabij het Wilhelminapark. In vroegere eeuwen was Abstede een buitengerecht in de stadsvrijheid met een groter grondgebied. Op 1 januari 1818 werd de gemeente Abstede afgesplitst van de gemeente Utrecht. De gemeente bestond uit het gebied van de voormalige gerechten Abstede, Soestbergen en Bleijenburg. Op 1 augustus 1823 werd de gemeente weer bij Utrecht gevoegd.

## Kenmerken en ligging
De buurt Abstede is gesitueerd rond de één kilometer lange Abstederdijk. De vrij kleine wijk ligt ten zuiden van het huizenblok rond de Oudwijkerdwarsstraat, ten noorden van het studentencomplex aan de Ina Boudier Bakkerlaan, en ten noordoosten van de tevens aan de Abstederdijk gesitueerde Sterrenwijk. Het is een historisch grondgebied, en een karakteristieke buurt in Oost.
Een kenmerkend geografisch element van de buurt is de Minstroom, een middeleeuws riviertje, dat vanaf de Maliesingel langs zuidelijk Oudwijk richting de Rembrandtkade in het noordoosten stroomt. De belangrijkste woonaders van de wijk zijn de van zuidwest naar oost lopende Abstederdijk en de Notebomenlaan/Bosboomstraat, met haaks daarop de Minstraat.
De Abstederwijk wordt vaak aangezien voor de zuidelijke Oudwijk of een deel van de Sterrenwijk. De wijk is echter een zelfstandige eenheid in de gemeentelijke buurtindeling.
Abstede bestaat officieel uit de volgende straten en hoven:
- Minkade
- Minstraat
- Piet Heinstraat postcode: 3582 (niet te verwarren met de Piet Heinstraat postcode: 3454 in de 'wijk' De Meern)
- Abstederdijk
- Markstraat
- Nicolaasweg
- Abstederhof
- Burgemeester Fockema Andreaelaan
- Notenbomenhof
- Minhof
- Notebomenlaan
- Bosboomstraat

### Bebouwing
De bebouwing van de wijk is vrij gevarieerd. In delen van de wijk staan nog de authentieke negentiende-eeuwse arbeiderswoningen, terwijl in sommige straten ook nog herenhuizen zijn te vinden waarin authentieke kenmerken zoals kamer-en-suite, ornamenten, schouwpartijen en hardstenen vloeren bewaard zijn gebleven. Sinds de jaren tachtig en negentig bestaat echter de woningvoorraad voor een belangrijk deel uit sociale huurwoningen in de vorm van moderne rijtjeswoningen. Deze lichtgrijze of lichtgele woningen, vaak met oranje daken of geveldetaillering, zijn gebouwd in het kader van de stadsvernieuwing of stedelijke vernieuwing. Ze zijn te vinden langs het westelijke en uiterst oostelijke deel van de Abstederdijk, de Notebomenlaan, de Minstraat en het Minplein, en in de tussen de Abstederdijk en de Notebomenlaan gelegen woonhoven.
De stadsvernieuwingsblokken worden vaak bestempeld als volks- of probleembuurtjes, en er is daar sprake van een relatief laag gemiddeld inkomen. In het oostelijk deel, rond de Bosboomstraat, Markstraat en gedeeltelijk de Zonstraat, staan koopwoningen van een hogere prijsorde, en hier wonen vaak hoger opgeleiden met kinderen.

## Feiten en cijfers
Het is een kleine buurt met zo'n 1310 inwoners. Het is een (vergeleken met het stadsgemiddelde) zeer autochtone wijk, met slechts 9% allochtone bevolking (8% niet-westers).
Abstede ziet er demografisch als volgt uit:
- In 1997: 45% laag inkomen, 11% hoog inkomen, 30% inactief.
- In 1999: 44% laag inkomen, 10% hoog inkomen, 22% inactief.
- In 2001: 46% laag inkomen, 17% hoog inkomen, 19% inactief.
- In 2003: 40% laag inkomen, 10% hoog inkomen, 29% inactief.
- In 2004: 41% laag inkomen, 15% hoog inkomen, 29% inactief.

De werkloosheid was in 2003 22% van de beroepsbevolking. 69% is huurwoning, vallend onder de sociale woningbouw van onder andere Mitros (een woningbouwvereniging in Utrecht), 31% is koopwoning, veelal bestaand uit de overgebleven arbeiderswoningen aan o.a. de Abstederdijk. Van de huishoudens ontvangt 20% een uitkering (2004). Circa 10% van de beroepsgeschikte bevolking ontvangt een WAO-uitkering (arbeidsongeschiktheid). Het gemiddeld inkomen per inkomensontvanger besloeg 16300 euro.
- Postcoderegio Abstede/Sterrenwijk: 3582
- Politiedistrict Tolsteeg (rayon Oost)
- Stadsdeel: Utrecht Oost
- Kadastraal: Gemeente Abstede, secties C en D

## Typering en imago wijk
Abstede is een voormalige Utrechtse arbeiderswijk. Ondanks de zogenaamde 'veryupping', die steeds vaker het volksbuurtimago van (voormalige) arbeidersbuurten in o.a. Utrecht doet vervagen, heeft Abstede deze titel tot op zekere hoogte behouden.
Tevens is het een van de weinige buurten in Utrecht waar nog op straat echt Utrechts gesproken wordt. Abstede heeft vanouds een eigen dialect, dat meer overeenkomt met het Bunniks dan met het Stad-Utrechts en zich onder meer van het laatste onderscheidt door woorden als peerd 'paard' en keers 'kaars' (tegenover Stads paord en kaors). Nadat Abstede in de Utrechtse stadsbebouwing werd opgenomen, leefde het dialect voort als het sociolect van de hoveniers. In woordenboeken van het Stad-Utrechts worden de Absteder varianten in de regel als alternatieven (met het label 'hovenierstaal') opgenomen.
De wijken Sterrenwijk en Abstede - en delen van zuidelijk Oudwijk en de flats rond het Lodewijk Napoleonplantsoen - hebben een achterstandsreputatie. De wijkraden, buurthuizen en zelfs buurtpreventieteams streden al jaren (vooral in de jaren zeventig en negentig) tegen de criminaliteit en andere problematiek. Het gebied rond de Abstederdijk, Oudwijkerdwarsstraat en Venuslaan staat hiermee in sterk contrast met de overige wijken in het stadsdeel. Utrecht-Oost geldt namelijk over het algemeen, net als Utrecht-Noordoost, als een chic stadsdeel, vanwege buurten als het Wilhelminapark, het Rosarium e.o., Buiten Wittevrouwen of Rijnsweerd-Zuid. Abstede kampt echter met veiligheidsproblemen, relatieve armoede (voornamelijk onder kinderen) en een problematische jeugd die soms zorgt voor overlast en kleine criminaliteit. Ook huiselijk drugsgebruik, huiselijk geweld, en eenoudergezinnen zijn verschijnselen die bovengemiddeld voorkomen.
De afgelopen jaren zijn er echter sterk positieve ontwikkelingen gaande. Positief is dat het aantal auto-inbraken in Abstede in de periode 2004-2007 het sterkst is gedaald ten opzichte van de andere buurten in Oost. Dit was noodzakelijk, aangezien de wijk decennialang een van de hoogste inbraak- en auto-inbraakcijfers van de regio kende. Tegenwoordig zijn (semi-criminele en vandalistische) hangjongeren het meest prominente veiligheidsprobleem in Abstede; de angst voor ongeregeldheden was groot na de rellen in Ondiep. De wijk stond op de lijst van Winsemius, een selectie van 140 achterstandswijken en aandachtswijken waaruit de '40 wijken van Vogelaar' zijn voortgevloeid. Sommigen zijn van mening dat Abstede en Sterrenwijk, tezamen met Hoograven, op de uiteindelijke selectie van 40 wijken had gemoeten.

## Geschiedenis
Net als Oudwijk is Abstede ontstaan als een Utrechtse voorstad. Toponymisch wordt er een verband gelegd met een Oudnederlands woord (statho, stade) voor een glooiende rivieroever of een aanlegplaats. Op zo'n rivieroever konden schepen aan land worden getrokken. De voormalige middeleeuwse Utrechtse handelswijk Stathe en Dorestad vertonen toponymisch hetzelfde woord. De eerste naamsvermelding, in de Annales Egmundenses onder de noemer Abbenstade, wordt gedaan in verband met de moord op Floris de Zwarte in 1133.
Kloosters werden in de middeleeuwen gesticht, rond deze kloosters ontstonden straten en lanen waaraan woningen werden gebouwd. Deze voorsteden als Oudwijk en Abstede zorgden voor het voedsel voor de stad Utrecht. Het Sint-Servaasklooster zal rond 1219 in Abstede zijn gesticht. Vrij kort na de stichting verhuisde het naar binnen de stadsomwalling. Deze abdij was de belangrijkste grondbezitter in Abstede. De Galgenwaard maakte deel uit van Abstede en was in zijn geheel in haar bezit. Het grondgebied van Abstede was overigens destijds groter. Gelegen in de stadsvrijheid was Abstede een buitengerecht wat betekent dat er een rechtbank was die daar de lagere rechtspraak uitvoerde.
Langs de Abstederdijk - met de Minstroom een deel van het oude landschap - en Notebomenlaan stonden oorspronkelijk vooral arbeiderswoningen. De hoveniers die aan de Minstroom woonden, weigerden gedurende een lange tijd zich te laten onteigenen zodat de oorspronkelijke functie van het gebied hier en daar nog afleesbaar is in de oude vooral kleinschalige bebouwing, de vele monumenten en begroeiing. Dwars door de bestaande structuur werd de Homeruslaan aangelegd met daaraan bebouwing uit de jaren dertig en vijftig, met haar kenmerkende lange rijen woningen dan wel een sobere voorgevel. De laan sluit aan op de Adriaen van Ostadelaan, de zuidelijke grens van de Schildersbuurt.
In de jaren zeventig was Abstede een verwaarloosde buurt met weinig openbaar groen. Ondanks ingrijpende herstructureringsmaatregelen heeft de buurt zijn karakter grotendeels weten te behouden, mede omdat de bestaande bebouwing maatgevend was voor de nieuw te bouwen delen. De eis om te bouwen in de schaal van de omgeving heeft bebouwing opgeleverd die sober is en eenvoudig van vormgeving, zowel wat maat, schaal en massa als wat detaillering betreft. Op de binnenterreinen van twee voormalige hoveniersbedrijven tussen de Notebomenlaan en de Abstederdijk zijn in de jaren tachtig nieuwe woningen gerealiseerd.
Abstede · Buiten Wittevrouwen · Galgenwaard · Lodewijk Napoleonplantsoen en omgeving · Maarschalkerweerd · Oosterbuurt · Oudwijk · Rijnsweerd · Rubenslaan en omgeving · Schildersbuurt · Sterrenwijk · Tolsteegsingel en omgeving · Utrecht Science Park · Watervogelbuurt · Wilhelminapark en omgeving